# Koplotovce
Koplotovce (in ungherese Kaplat) è un comune della Slovacchia facente parte del distretto di Hlohovec, nella regione di Trnava.